# Modlitzmühle
Modlitzmühle ist ein Wohnplatz der Stadt Münchberg im Landkreis Hof (Oberfranken, Bayern). Es liegt in der Gemarkung Markersreuth und zählt zum Gemeindeteil Markersreuth.

## Geografie
Die Einöde  liegt am Modlitzbach, einem linken Zufluss des Ulrichsbachs. Ein Anliegerweg führt 150 Meter östlich zu einer Gemeindeverbindungsstraße, die nördlich nach Modlitz zur Kreisstraße HO 25 bzw. südlich nach Markersreuth verläuft.

## Geschichte
Modlitzmühle gehörte zur Realgemeinde Markersreuth. Gegen Ende des 18. Jahrhunderts bestand Modlitzmühle aus einem Anwesen. Die Hochgerichtsbarkeit stand dem bayreuthischen Stadtrichteramt Münchberg zu. Das Kastenamt Münchberg war Grundherr des Viertelhofes mit Mühle.
Von 1797 bis 1810 unterstand Modlitzmühle dem Justiz- und Kammeramt Münchberg. Infolge des Ersten Gemeindeedikts wurde Modlitzmühle dem 1812 gebildeten Steuerdistrikt Markersreuth und der zugleich entstandenen die Ruralgemeinde Markersreuth zugewiesen. Das Anwesen wurde im 19. Jahrhundert auch „Flessamühle“ genannt. Im Zuge der Gebietsreform in Bayern wurde Modlitzmühle am 1. Mai 1978 nach Münchberg eingemeindet.